# Proyecto Río Verde
El proyecto Río Verde fue un proyecto de parque público ubicado en el distrito del Rímac, en la ciudad de Lima, Perú. El proyecto consistía en la creación de 25 hectáreas de áreas verdes, así como la recuperación de la ribera del río Rímac. El parque estaría ubicado entre el río Rímac y la vía de Evitamiento.
La cancelación del proyecto causó polémica y diversas críticas. Se destinaron los fondos de Río Verde para la construcción del paso de desnivel de 28 de Julio, y hubo acusaciones de improvisación en este último proyecto.

## Historia
El proyecto data de 1981, con la presentación del proyecto en un foro realizado en Lima. En 1987, durante la gestión de Jorge del Castillo, se publicó y aprobó por el Concejo Metropolitano como parte del Plan del Centro de Lima. En 1989, el Consejo lo incluyó dentro del Plan de Desarrollo Metropolitano de Lima y Callao 1990 - 2010. Durante la gestión de Ricardo Belmont (1990 - 1993), quedó perfilado, diseñado y contado con la aprobación por el Instituto Nacional de Cultura. En 1997, durante la gestión de Alberto Andrade, lo consideró dentro del proyecto de eje de la ciudad. En 2011, durante la gestión de Susana Villarán, retoma el proyecto, sin embargo no llegó a construirse. En 2015, durante la gestión de Luis Castañeda, anula la financiación del proyecto para construir el paso a desnivel en la avenida 28 de Julio

## Proyecto
El proyecto propuesto consistía de
- Un malecón de 2,5 kilómetros entre la Alameda Chabuca Granda con el Parque de La Muralla.
- La construcción de 4 puentes peatonales a lo largo de la ribera del río Rímac.
- La construcción de un parque de 25 hectáreas de áreas verdes, de espacios recreacionales y culturales como un museo y un anfiteatro. Asimismo, en angostar el cauce a través de la canalización del río por 4,5 kilómetros para ganar espacio a los lados para la obra.[8][7]

Asimismo, según el plan para los Juegos Panamericanos de 2019, sugiere la construcción de un coliseo cerrado en el sector de Cantagallo con capacidad de 12 mil personas para las competencias de voleibol.

### Financiación
Según el arquitecto, Augusto Ortiz de Zevallos, la obra lo podría hacer el gobierno central y tendría un costo de 58 millones de dólares. Según el alcalde, Luis Castañeda, se podría ejecutar a través de una iniciativa privada a un costo de 372 millones de soles. Según la teniente alcaldesa, Patricia Juaréz, lo presupuestó en 375 millones de dólares y lo calificó a la obra de «irrealizable».
| Fuente                    | Costo           |
| ------------------------- | --------------- |
| Patricia Juárez           | $ 375 millones  |
| Luis Castañeda            | S/.372 millones |
| Augusto Ortiz de Zevallos | $ 58 millones   |

## Situación actual

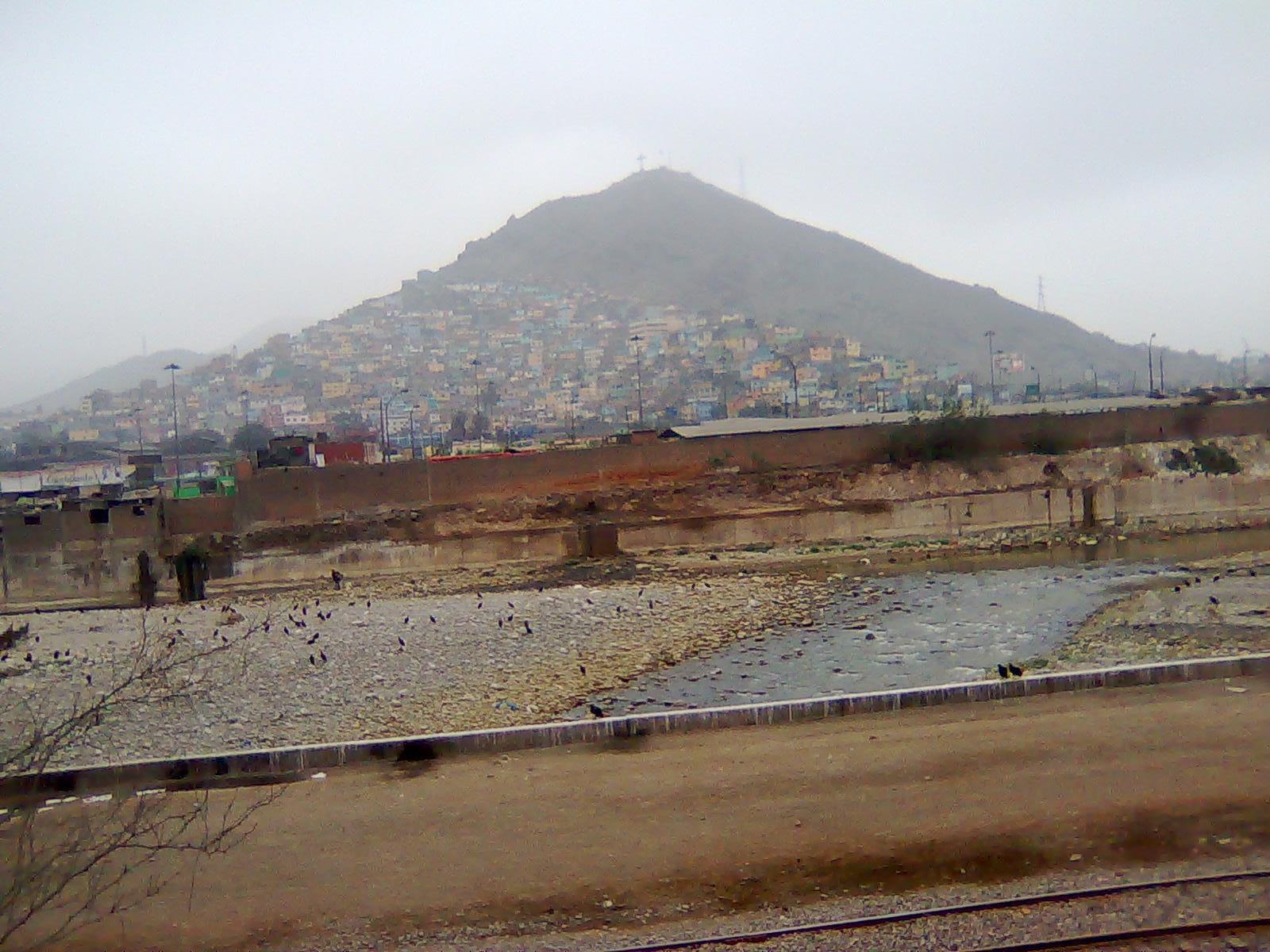
Estado actual del río Rímac.

Actualmente, los alrededores del río Rímac está lleno de desperdicios.

### Comunidad shipiba de Cantagallo
En la zona de Cantagallo viven alrededor de 250 familias de la comunidad shipiba en condiciones insalubres y precarias debido al colapso del desagüe y a la falta de agua. Los primeros shipibos se instalaron en Puente Piedra huyendo del terrorismo. Luego se unieron con otras familias que participaron de la Marcha de los Cuatro Suyos y se trasladaron a Cantagallo.
El 9 de abril de 2015, la comunidad shipiba de Cantagallo realizó una protesta en los alrededores del palacio municipal exigiendo el proceso de reubicación. Luego de los reclamos, la teniente alcaldesa de Lima, Patricia Juárez, se reunió con los dirigentes de la comunidad y acordaron una reunión el 15 de abril para conocer el futuro plan de reubicación en una zona del distrito de San Juan de Lurigancho.
Debido a incumplimientos de la municipalidad, la comunidad shipiba de Cantagallo manifestaron su indignación. La Defensoría del Pueblo comunicó su preocupación a la Municipalidad de Lima por el incumplimiento de los acuerdos y la demora en la entrega la documentos. Los dirigentes de la comunidad presentaron un recurso de habeas data contra la Municipalidad de Lima para conocer su traslado, siendo esta admitida en el poder judicial.

## Controversia sobre elbypassde 28 de Julio

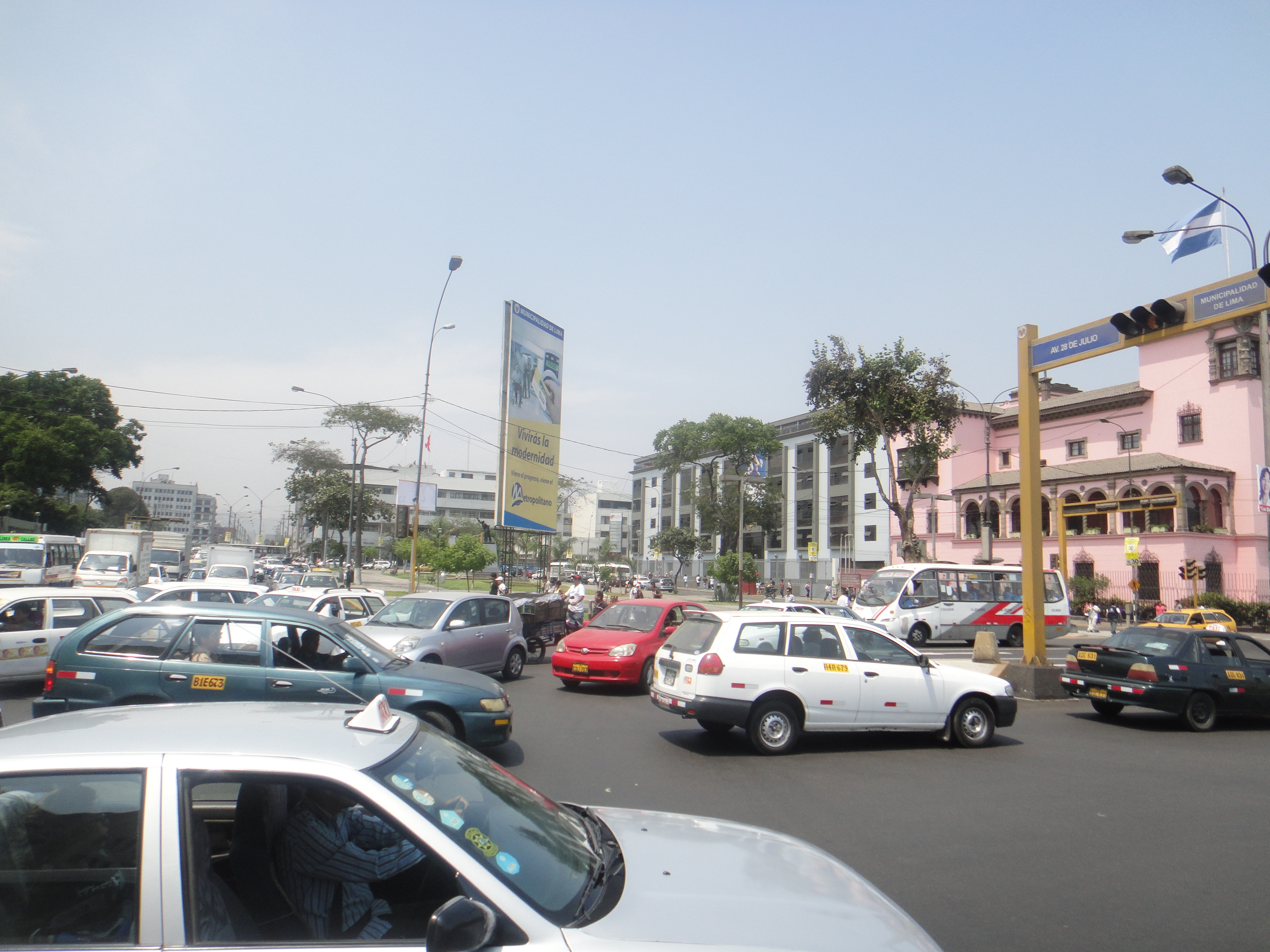
Vista del área intervenida para la construcción bypass de 28 de Julio

El 17 de marzo de 2015, el alcalde de Lima, de ese entonces, Luis Castañeda, anunció la construcción del bypass de 28 de Julio. En el mismo mes, se iniciaron las obras por parte de la constructora OAS. OAS fue asimismo constructora de Vía Parque Rímac, obra concesionada a Línea Amarilla S.A.C. La obra está prevista en un año y costarán 74 millones de dólares.
El 6 de abril de ese año, se inició el plan de desvíos por las obras. Asimismo, se informó sobre el retiro del busto de Víctor Raúl Haya de la Torre y Pedro Huilca, así como de los árboles de la zona.
Debido a las obras, Apega decidió trasladar la feria gastronómica Mistura que tenía previsto realizar en el parque de la Exposición siendo trasladada a la Costa Verde y los servicios 301, 302, 303 y 306 del Sistema Integrado de Transporte de Lima fueron modificados.

### Críticas
La obra generó crítica de la oposición por los estudios y autorizaciones del proyecto así como por estar fuera del área de influencia de la concesionaria. Asimismo, diversas asociaciones de estudiantes de arquitectura y jóvenes realizaron protestas por la construcción.
Diverso organismos públicos se pronunciaron sobre la obra: la procuraduría anticorrupción aseguró hacer el seguimiento a los recursos de la municipalidad, el Ministerio de Cultura objetó por la falta de aprobación del Proyecto de Evaluación Arqueológica, el Ministerio de Economía y Finanzas informó que la obra tiene que validar si la obra es autosotenible y la Contraloría General de la República envió un oficio para que explique el financiamiento e impacto ambiental.
Según informó Jaime Villafuerte, gerente de Promoción de Inversión Privada de la municipalidad, explicó el cambio del presupuesto porque los «recursos son insuficientes para obras nuevas» y tuvieron que «buscar fondos en otras concesiones» para poder financiar 'bypass' de 28 de Julio. Asimismo, justificó la construcción sobre la proyectada línea 3 del Metro de Lima porque «es más necesario en este momento».
Debido a la negativa de brindar información sobre la obra, regidores del Apra y Diálogo Vecinal presentaron un pedido para conformar una comisión investigadora. El regidor de Solidaridad Nacional Christopher Castillo aseguró que brindará información. El 23 de abril, el consejo rechazó el pedido con 6 votos a favor (4 Diálogo Vecinal, 2 APRA), 6 abstenciones (APRA) y el resto de votos en contra (Solidaridad Nacional, Perú Patria Segura, PPC y Fuerza Popular).
Luego de hacerse públicos el estudio técnico, una revista de arquitectura denunció el copiado de un texto de un ensayo. La empresa OAS y el gerente de Comunicación Social y Relaciones Públicas de la municipalidad, Ítalo Quispe, admitió el plagio del texto. La empresa OAS acusó a la empresa Transalvi por la elaboración. Según el diario El Comercio, no figura la empresa que lo elaboró pero aparece los logos de la Municipalidad de Lima y de la constructora OAS.
La Contraloría General de la República observó inconsistencias en los contratos del proyecto ya que no habría seguido los procedimientos que exige la ley. Asimismo, afectaría los planes de desvíos del tránsito de la línea 2 del Metro de Lima y el trazo de la futura línea 3.

## Reacciones

### Protestas
La primera manifestación se iniciaron en abril de 2014, en rechazo a la construcción de la obra en la avenida 28 de Julio, que considera que no beneficia a Lima. Los manifestantes denunciaron agresión por parte de la policía. El 15 de abril de 2015, centenares de manifestantes marcharon por las avenidas 28 de Julio, Arequipa, General Juan Álvarez Arenales e Inca Garcilaso de la Vega. El regidor de Solidaridad Nacional culpó a Susana Villarán de buscar "desestabilizar" la gestión de Luis Castañeda. Los regidores de Diálogo Vecinal alegaron que no tuvieron nada que ver con la organización de la protesta.

### Encuestas
En 2015, una encuesta realizada en Lima por Ipsos Apoyo mostró un 56% de las preferencias en contra de cancelar Río Verde para utilizar los fondos en el bypass de 28 de Julio. Además, sobre cual de los dos proyectos le conviene a Lima, un 48% de las preferencias se mostró a favor en realizar el baypass frente al 44% en realizar la recuperación del río Rímac. Asimismo, el 68% consideró que fue algo improvisado la construcción del bypass.
| Encuestadora | Fecha de publicación | Bypass | Río Rímac |
| ------------ | -------------------- | ------ | --------- |
| IPSOS        | 20-abr-2015          | 48%    | 44%       |
| GfK          | 26-abr-2015          | 43%    | 34%       |
| Datum        | 24-abr-2015          | 57%    | 40%       |

### Declaraciones a favor
El diario Correo lo calificó de «lamentable» la decisión tomada sobre este proyecto. En el mismo diario, el columnista Luis Alfonso Morey, consideró «inentendible» la anulación , asimismo, calificó al proyecto Río Verde «positivo para la comunidad».
El columnista de El Comercio, Pedro Ortiz Bisso, consideró de una «oportunidad perdida». Asimismo, Gonzalo Torres, consideró de «inopia e indiferencia» las decisiones que se toman acerca del río Rímac. Además, definió la construcción del bypass como el «símbolo de todo lo que está mal» a la administración municipal. El exministro de Transportes y Comunicaciones, Enrique Cornejo, mostró su preocupación por la utilización de los fondos al bypass de 28 de Julio dejando de lado del proyecto Río Verde considerando que está “desvistiendo un santo para vestir a otro”.
El empresario y cocinero Gastón Acurio, por medio de la red social Twitter, comentó que la recuperación del Rímac «beneficia a toda la ciudad».
A través del diario La República, Augusto Álvarez Rodrich, consideró «déspota», «prepotente» y «arrogante» la decisión de cancelar Río Verde. En el mismo diario, el columnista Martín Tanaka, consideró la construcción del paso a desnivel en 28 de Julio es de «resultados inciertos» para solucionar los problemas de circulación, en cambio resaltó el proyecto de espacio público verde en las riberas del río Rímac el cual recuperaría «zonas abandonadas e inseguras».
El ministro del ambiente, Manuel Pulgar Vidal, señaló de negativo la cancelación y destacó el valor ambiental y social que tendría el proyecto.
El alcalde del Rímac, Enrique Peramás, pidió al alcalde que sea retomado con la participación del gobierno nacional.

### Declaraciones en contra
La teniente alcaldesa, Patricia Juárez, justificó la cancelación del proyecto de Río Verde porque dejaba de lado la propuesta de la Línea 4 del Metropolitano. Asimismo observó «que no existe ni la primera piedra» sobre Río Verde.
El alcalde de Lima respondió, luego de las críticas sobre Río Verde, que «no hubo proyecto».
El gerente de Promoción de Inversión Privada de la municipalidad, Jaime Villafuerte, indicó que la obra solo iba a beneficiar a unas cuantas familias.
El asesor legal de la Gerencia de Promoción de la Inversión Privada de la municipalidad, Ángel Delgado, indicó que el proyecto Río Verde no contaba con expediente y que se contemplan la posibilidad de efectuar cambios en el contrato sobre la construcción del by-pass en la avenida 28 de Julio.

## Galería

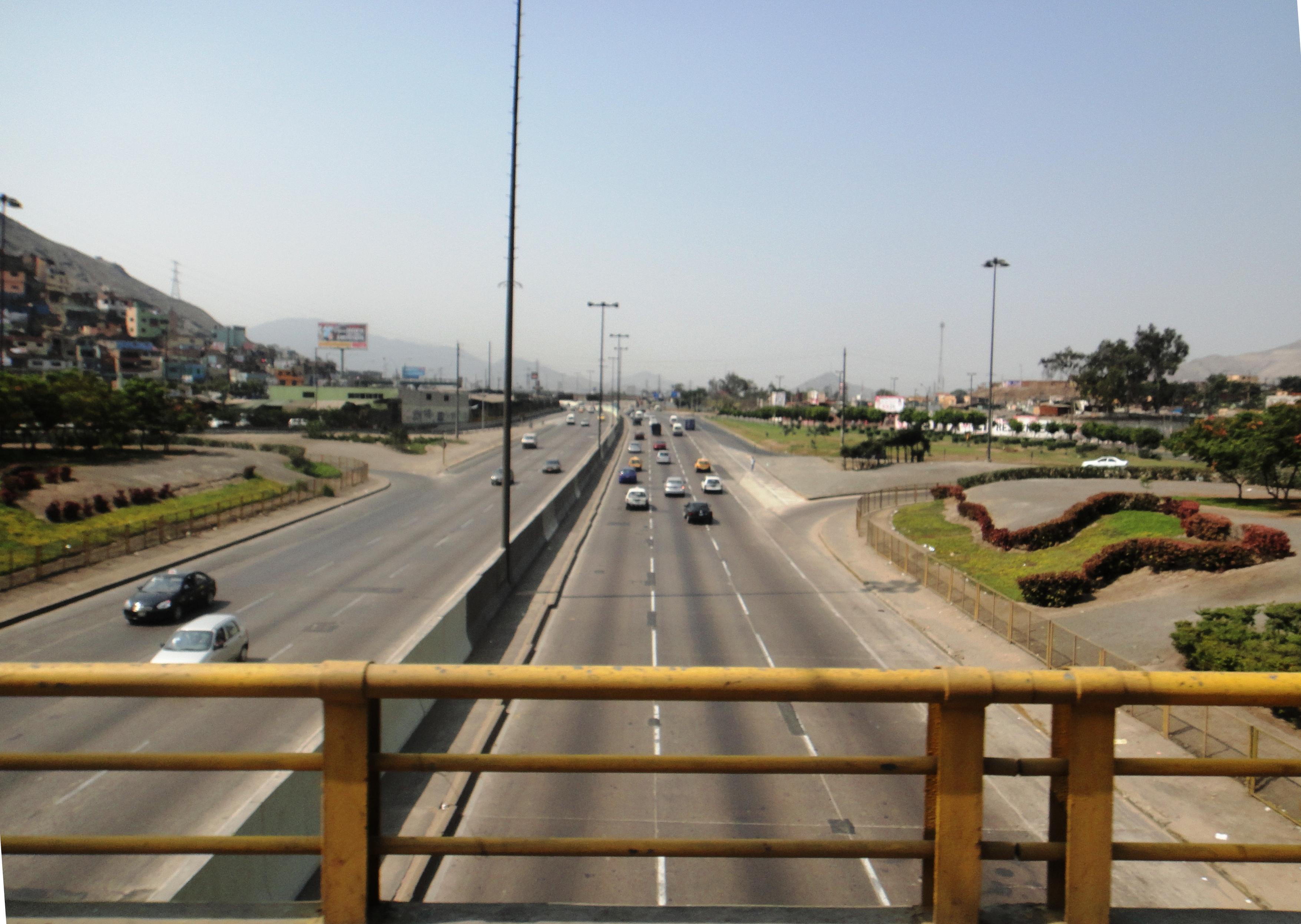
Parte de la vía de Evitamiento en el distrito del Rímac.
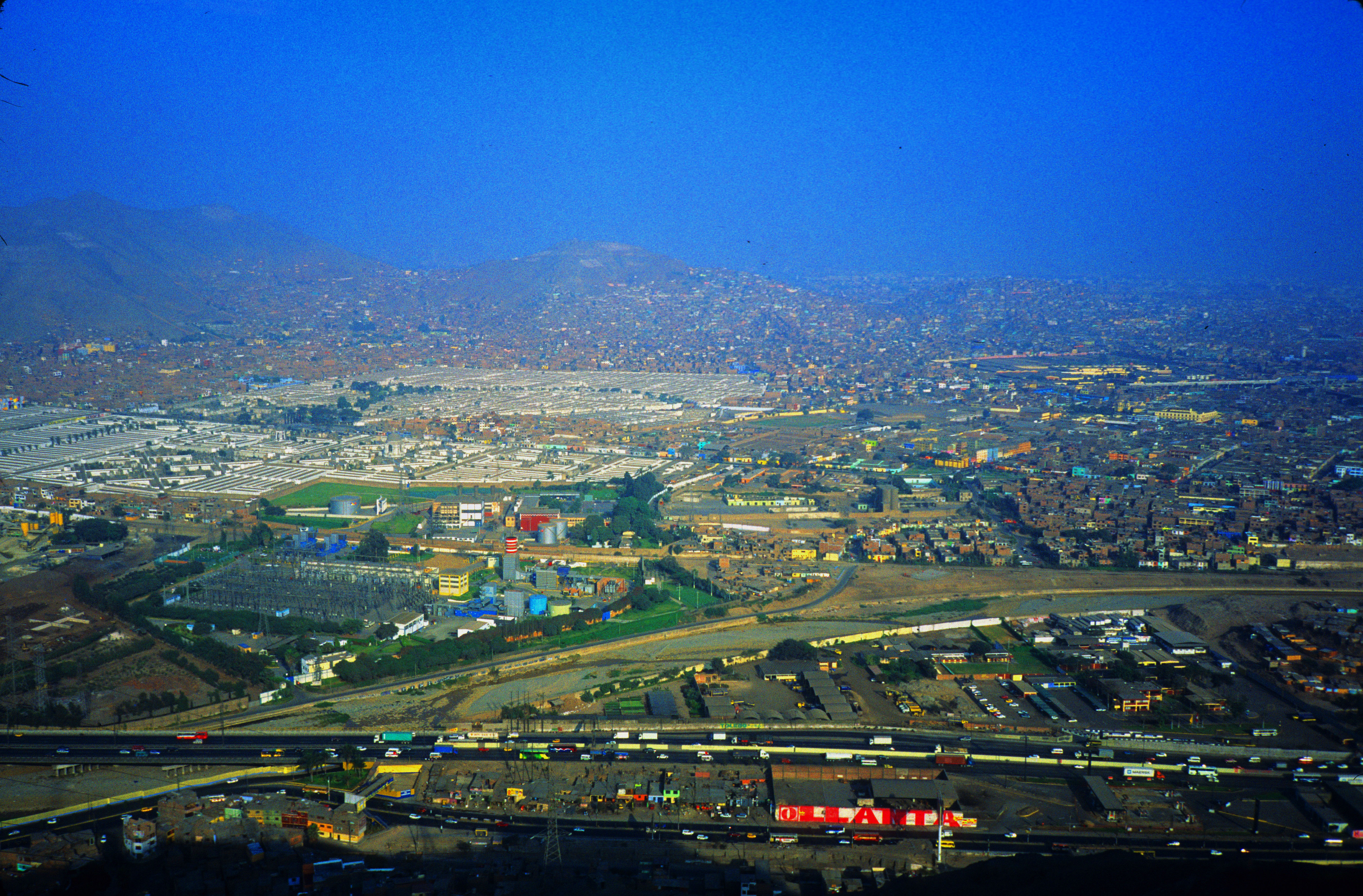
Vista del río desde el cerro San Cristóbal.